# Arthur Woods
Arthur Woods (ur. 5 sierpnia 1929 w Winton, zm. 7 października 2015 tamże) – nowozelandzki rugbysta, reprezentant kraju, następnie trener i działacz.
Związany był z lokalnym klubem Limehills, a w latach 1951–1956 reprezentował region Southland, dla którego ćwierć wieku wcześniej grał jego ojciec, Billy. Występował w barwach Wyspy Południowej oraz brał udział w sprawdzianach nowozelandzkiej kadry. Z All Blacks udał się na tournée na przełomie lat 1953 i 1954, podczas którego zagrał w czternastu spotkaniach, jednak w żadnym testmeczu.
Pracował jako farmer, uprawiał także koszykówkę, bowls i golf. Zaangażowany był również jako trener i działacz rugby i golfa.
Był żonaty z Betty, trójka dzieci – Beth, Grant i Philip.